# Wild River
Wild River is een Amerikaanse film uit 1960 geregisseerd door Elia Kazan. De hoofdrollen worden vertolkt door Montgomery Clift, Lee Remick, Jo Van Fleet, Albert Salmi en Jay C. Flippen.
De film werd in 2002 opgenomen in het National Film Registry.

## Verhaal
Chuck Glover, een jonge idealistische medewerker van de Tennessee Valley Authority, reist in de jaren 30 van de 20e eeuw af naar een klein plaatsje om toe te zien op de ontruiming van een stuk land voor de bouw van een dam in de Tennessee. De oude Ella Garth weigert echter haar land te verkopen aan de overheid en te vertrekken. Voor Glover wordt het lastig haar te dwingen te vertrekken wanneer hij verliefd wordt op Garths kleindochter, Carol Garth Baldwin.
De film toont veel discussies over de voor- en nadelen van de pogingen van de mens om de stroming van de rivier te beïnvloeden, en het racisme dat tijdens de Grote Depressie weer sterk de kop op stak in het zuiden van de Verenigde Staten.

## Rolverdeling
| Acteur            | Personage           |
| ----------------- | ------------------- |
| Montgomery Clift  | Chuck Glover        |
| Lee Remick        | Carol Garth Baldwin |
| Jo Van Fleet      | Ella Garth          |
| Albert Salmi      | Hank Bailey         |
| Jay C. Flippen    | Hamilton Garth      |
| James Westerfield | Cal Garth           |
| Barbara Loden     | Betty Jackson       |
| Frank Overton     | Walter Clark        |
| Malcolm Atterbury | Sy Moore            |
| Bruce Dern        | Jack Roper          |

## Achtergrond
Het verhaal van de film is gebaseerd op twee romans: Dunbar's Cove van Bordon Deal en Mud on the Stars van William Bradford Huie.
Opnames van de film vonden plaats op locatie in de Tennesseevallei. De rivier in de film is eigenlijk de Hiwassee.

## Prijzen en nominaties
In 1960 werd Wild River genomineerd voor een Gouden Beer op het Internationaal filmfestival van Berlijn.